# Ichnanthus
Ichnanthus P.Beauv. é um género botânico pertencente à família Poaceae.

## Sinônimo
- Ischnanthus Roem. & Schult. (SUS)